# Seoane de Abaixo
Seoane de Abaixo es un lugar situado en la parroquia de Caldesiños, del municipio español de Viana del Bollo, en la provincia de Orense, Galicia.

## Toponimia
El topónimo deriva del latín Sanctu(m) Iohanne(m), San Juan.

## Demografía
| Gráfica de evolución demográfica de Seoane de Abaixo entre 2000 y 2023 |
|                                                                        |
| Datos según el nomenclátor publicado por el INE.                       |